# Генерације млазних авиона
Генерације млазних авиона (енгл. Jet fighter generations) су групације произашле из подела борбених авиона, погоњених млазним моторима и то према њиховој борбеној ефикасности и аспекту примене технологија, одређеног нивоа и временског периода. Борбене могућности млазних ловачких авиона су назначене преко њиховог разврставања у „генерације“. При чему, типичан представник дотичне генерације треба да има одређени ниво мотора, опреме и наоружања. Типичан авион, представник наредне генерације је унапређен са савременијим погоном, опремом, наоружањем и осталом надградњом, што га чини супериорнијим од представника претходне.
Терминологија и критеријуми ове поделе су незванични и доста контроверзни, али се ипак користе пошто и такви упућују на разлике у редоследу развоја борбених авиона. Садашњи систем поделе на генерације се доста разликује од првобитног, који је предложио Ричард П. Халион. Међутим, генеза развоја борбених авиона није линеарна функција и свака таква подела мора да има недостатке. Не постоји генерални регистар карактеристика које дефинишу сваку генерацију, то јест ова категоризација је непрецизна. Постоје повремена неслагања о томе, како би борбени авиони требало да буду категорисани.

## Концепт класификације борбених авиона на „генерације“
Вредновање одбрандбене опреме, са употребом војне терминологије „генерација“, одражава кључну градацију у савремености и ефикасности исте. То осликава ефективност примене система наоружања, са аспекта доприноса научног и технолошког развоја, појаве и развоја нових технологија и стварања фундаментално нових могућности. Не треба мешати „генерације“ борбених авиона са типовима и са наменским разврставањем (ловац, пресретач, бомбардер, ловац-бомбардер, извиђач, вишенаменски, палубни, итд) или са тежинском класификацијом (лаки, средњи и тешки).
Борбени авиони са млазним мотором прве генерације, концепционо се уопште не разликује од дотадашњих са клипним мотором. Једина разлика је била интеграција млазног мотора уместо клипног. Први млазни борбени авиони, произведени у серији, били су немачки Me 262, Me 263 и британски Глостер метеор, сва тројица су ушли у оперативну употребу, отприлике у исто време, у 1944. години.
Постигнутим капацитетом млазних мотора створени су услови за постизање већих брзина и висина лета ловачких авиона, убрзо је дошло и до лета брже од брзине звука. До овог времена, појавио се прилично компактан радар, радарски нишан, као и принцип вођене ракете „ваздух-ваздух“, што је утрло пут за промену тактике борбе у ваздушном простору. Концепт друге генерације борбених авина је са повећаном брзином лета, долета, повећања растојања од сопственог места у тренутку уочавања противника до његовог положаја у тренутку поготка и с побољшаним маневром. Због тога, у почетку су многи авиони друге генерације били без топова. Мислилило се да присуство ракета „ваздух-ваздух“ и борба на дистанци, искључује потребу за топове, пошто се борба завршава изван домета топовске ватре.
Искуства из борби у ваздушном простору над Вијетнамом и на Блиском истоку показала су да се потпуни неуспех у борби може избећи са маневрисањем, што је довело до повратка топовског наоружања и високих захтева за перформансе у маневру. То је натерало пројектанте да размишљају о добрим маневарским карактеристикама у ширем опсегу брзина борбених авиона, што је довело до стварања концепта са крилом променљиве стреле, омогућавајући авиону да ефикасно маневрише и да се бори у великом распону брзина, од малих до оних које одговарају Маховом броју = 2. Први борбени авион са крилом променљиве стреле је био амерички тешки ловац-бомбардер F-111. Принцип је коришћен и код других авиона исте класе (Панавија торнадо, совјетски Су-24) и МиГ-23, амерички F-14 томкет). Упоредо са тим коришћени су и моћнији радари, великог домета. Ови се авиони разврставају у трећу генерацију, од којих су F-14 томкет и Панавиа Торнадо савременији и припадају 4. генерацији.
Уз долазак авиона с променљивом геометријом крила и при сагледавању ограничења у оптимизацији тог концепта, у Сједињеним Америчким Државама и Совјетском Савезу, настављен је развој четврте генерације борбених авиона у измењеном концепту. Војни теоретичари, заједно са пројектантима су развили програме који су интегрисали искуства борбе у ваздушном простору и најнапреднијих ваздухопловних технологија. Резултат тога, створена је виртуелна слика о концепту нове четврте генерације ловачких авиона. Појава моћних рачунара и развој технологије рачунарске симулације, омогућили су нагло повећање реализованих динамичних перформанси и агилност ловачког авиона.
Концепт четврте генерације борбених авиона заснива се на претпоставци да су предност у борби боље перформансе лета, а посебно агилност. У току развоја су коришћени „развојни“ и „борбени“ симулатори лета. У томе периоду је најбољи резултат остварен у летним перформансама са совјетским авионима МиГ-29 и Су-27. Код којих су карактеристике маневра стабилности и управљивости упоредиве са малим спортским акробатским авионима. На тим авионима је разрађен нови маневар за употребу у борби у ваздушном простору. Они изводе тај такозвани маневар „кобра“, у којем се „нос“ подиже вертикално за више од 90°, а авион неколико тренутака лети „плоштемице“ без промене правца кретања и без пада на крило. Су-27 је у стању да пређе у лет са нападним углом и до 120°. У нормалан режим лета, авион се практично враћа без губитка висине. На другим верзијама МиГ-29 и Су-27 се изводе и други маневри, многе од њих још увек не могу изводити ловци других произвођача. На борбеном симулатору се добија права слика односа укупних борбених карактеристика у односу на еталон авион, без субјективног уношења способности пилота у ту оцену.
Идеје о петој генерацији борбених авиона, појавиле су се у Совјетском Савезу и Америци у 80. годинама двадесетог века. Пета генерација борбених авиона мора имати значајно већу специфичну снагу од претходне генерације, уз широку употребу најсавременијих технологија за умањење уочљивости („стелт“) у свима различитим опсезима зрачења. У принципу, захтеви за пету генерацију борбених авиона према руским и америчким критеријумима су скоро идентични. Главна разлика је америчко одустање од суперманеврибилности у корист „неприметног“ авиона. С једне стране, смањена уочљивост омогућава спровођење осмишљене тактике: „оборим га пре него што ме примети“, што оправдава одустајање од суперманеврибилности. Постепено нестаје амерички „монопол“ на критеријум за пету генерацију борбених авиона, а расте значај суперманеврибилности, при сусрету два „стелт“ авиона, под претпоставком да је моћ њихових радара идентична и тактика борбе ће се вратити на ону коју су користиле претходне генерације, пошто оба имају једнаке шансе да преживе период док су на дистанци.
Авиони који потпуно не испуњавају ова два спорна услова 5. генерације, компромисно су сврстани у 4,5. То су авиони који немају суперманивребилност са управљањем вектора потиска и нису потпуно „стелт“, већ су само „дискретни“ (смањена уочљивост).
У току је потрага за дефиницију критеријума за наредну, шесту генерацију борбених авиона. Многи сматрају да ће то бити непилотирани борбени авиони, настао из садашњих искустава са породицом предатора. Поједини стручњаци у Америци иду чак и смелије са тврдњом да је последњи развој пилотираног авиона F-35 лајтнинг II. Могуће је, да то ипак буде пилотирани ловачки авион са хиперсоничним брзинама?

## Прва генерација (1945—1955)
Ова генерација обухвата све ране млазне борбене авионе, укључујући и оне из Корејског рата. Рани типови авиона са млазним мотором су слични претходним из Другог светског рата са клипним моторима и елисама, с којима су се ови из 1. и 2. генерације изборили за превласт у ваздушном простору. Први оперативни ловци били су немачки Ме 262 и британски Глостер метеор, током Другог светског рата. Ови авиони су исте аеродинамичке шеме, конструкције, наоружања и опреме као и њихиви клипни претходници. Током Корејског рата, прве борбе млазних ловаца, реализоване су између авиона МиГ-15 и F-86 Сејбр.

## Друга генерација (1950—1965)
Ови борбени авиони су први почели да користе ракете са пасивним ИЦ вођењем, као и радаре. ИЦ главе за навођење, тих првих ракета, поседовале су сензоре са малом осетљивошћу и са веома узаним „видним“ пољем (обично не више од 30°).

## Трећа генерација (1965—1975)
Типичан представник ове генерације је F-4E амерички ловац, који је са највећим бројем произведених примерака до данас.
Трећу генерацију карактеришу:
- побољшане ракете ваздух-ваздух,
- побољшан радарски систем,
- побољшана остала опрема,
- после почетних заблуда, враћени су топови и остала стандардна опрема,
- ракете ваздух-ваздух су постале примарно оружје за ловачку надмоћ, која је захтевала софистицираније радаре спрефгнуте са ракетама средњег домета са полуактивним радарским вођењем,
- вођене ракете ваздух-земља,
- ефикасна опрема за борбу на малим висинама,
- системе за праћење терена,
- ракете ваздух-тло са електро-оптичким и ТВ вођењем, као што је почетни тип у широкој употреби АГМ-65 Маверик, која је постала стандардно оружје и
- бомбе са ласерским вођењем, која је постала широко распрострањена.[3][5][6][7][8][15]

## Четврта генерација (1970—2010)
Четврта генерација је пројектована под јаким утицајем научене лекције и поуке о заблудама из претходне генерације борбених авиона. Они укључују хронолошки низ америчких ловаца F-14, F-15, F-16 и F-18.
Одликује је их:
- коришћење „развојне симулације“, од самог почетка пројекта,
- много већа покретљивост због ниске статичке стабилности (нестабилности), увођење система електричних команди лета (енгл. fly-by-wire),
- напредак у дигиталним рачунарима и техници интеграције система,
- надоградња система као што су антена радара са електронским сканирањем (AESA), дигиталне опреме увезане преко магистрале података. и
- увођења оружја „лансирај па заборави“.[3][5][6][7][8][11][15]

## 4.5 генерација
Дефиниција 4,5. генерације се односи на напредније авионе четврте генерације млазних ловаца који су се надоградили са AESA радаром, слој везом високог капацитета, побољшаном опремом и са флексибилношћу прихватања новог наоружања („отворена конфигурација“). Овој групацији припадају и нови врхунски авиони који не испуњавају све „стелт“ услове, већ се убрајају у „дискретне“. Они се често градирају са 4.+ и 4.++, као Рафал и Јурофајтер тајфун. Ово само доказује несавршеност и контроверзност коришћених критеријума.

## Пета генерација (1995—2025)
- Генерални пројекат је потчињен критеријуму минималног радарског попречног пресека, а нарочито:
  - „стрејкове“ уместо стандардних предњих сливника крило-труп или истурених „канарда“,
  - унутрашњи смештај оружја у „бункере“ уместо подтрупних подкрилних спољних носача и
  - висок проценат структуре од композитних материјала (са чиме смањује и масу).
- Комерцијални рачунари који у реалном времену директно контролишу све сензоре за формирање препознатљиве информације за јасну ситуациону свест пилота.
- Најновија генерација млазних мотора високих перформанси.[3][5][6][7][8][11][15]

## Шеста генерација (предложено)
Тренутно нема правих информација о дефиницији критеријума за наредну, шесту генерацију борбених авиона. Очекује се њихово увођење у оперативну употребу у периоду 2025—2030. године.